# Jakub Kamiński
Jakub Kamiński (Ruda Śląska, 5 giugno 2002) è un calciatore polacco, centrocampista del Colonia in prestito dal Wolfsburg e della nazionale polacca.

## Caratteristiche tecniche
È un esterno di centrocampo, capace di giocare sia a destra che a sinistra. Oltre al fatto di possedere una buona tecnica di base, Kamiński si è sempre messo in mostra grazie alla grinta e alla determinazione con cui affronta le partite.
Durante la stagione 2019-2020, l'allenatore del Lech Poznań Dariusz Żuraw lo ha impiegato anche come terzino destro a causa dell'infortunio di Robert Gumny, mentre nella successiva ha ricoperto in diverse occasioni lo stesso ruolo a sinistra.

## Carriera

### Club

#### Gli inizi, Lech Poznań
Cresciuto nelle giovanili del Lech Poznań, dalla stagione 2019-2020 entra a far parte regolarmente dell'organico della prima squadra. Il 24 agosto 2019, durante la trasferta contro il Raków Częstochowa, viene convocato per la prima volta, senza tuttavia subentrare. L'esordio arriva il 20º settembre 2019, quando viene schierato titolare disputando l'intera gara contro lo Jagiellonia Białystok nel ruolo di ala sinistra. Il 5º ottobre 2019, in occasione della vittoria per 4 a 0 contro il Wisła Cracovia, realizza l'assist per il gol del momentaneo due a zero di Christian Gytkjær. Il 6º giugno 2020, nella trasferta contro lo Zagłębie Lubin, realizza il suo primo gol fra i professionisti, bissando il traguardo tre giorni più tardi in occasione della gara interna contro il Pogoń Szczecin.
Il 27 agosto 2020 arriva il suo esordio internazionale, durante i preliminari di UEFA Europa League, nel match casalingo contro i lettoni del Valmiera. Nel turno successivo realizza il suo primo gol internazionale, nello 0-3 contro gli svedesi dell'Hammarby. Viene schierato titolare nella gara della fase a gironi contro il Benfica, realizzando un assist per Mikael Ishak. L'11 gennaio 2021, in occasione della gara di Puchar Polski contro il Radomiak Radom, ad appena diciotto anni, indossa per la prima volta la fascia da capitano dei kolejorz.
Riconfermato nella stagione 2021-2022, cambia il numero di maglia scegliendo il numero 7 e venendo scelto come quinto nell'ordine gerarchico dei capitani del Lech. Il 30 luglio 2021, dopo quasi un anno, torna a segnare, nella trasferta vittoriosa di Zabrze con un colpo di testa che batte Grzegorz Sandomierski. Grazie a questa prestazione e alla precedente contro il Radomiak Radom, il 6 agosto seguente vince il premio Giovane del mese dell'Ekstraklasa. Il 2 maggio 2022 disputa da titolare la finale di Puchar Polski contro il Raków Częstochowa, dove i kolejorz vengono sconfitti per 1-3 dai rossoblu. Pochi giorni più tardi, tuttavia, arriva un grande riscatto, visto che i kolejorz si laureano campioni di Polonia per l'ottava volta nella loro storia.

#### Wolfsburg
Il 10 gennaio 2022 viene annunciato il suo passaggio al Wolfsburg a partire dal 1º luglio successivo.

#### Colonia
Il 4 luglio 2025 passa in prestito al Colonia.

### Nazionale
Nel novembre 2019, Kamiński disputa tre partite con la nazionale Under-19 in occasione delle gare valevoli per le qualificazioni all'Europeo di categoria.
Ad agosto 2020 arriva la prima convocazione con la formazione Under-21, in occasione dei match di qualificazione all'europeo di categoria contro Estonia e Russia. Durante la prima gara esordisce dal primo minuto come esterno destro, e sigla il gol del temporaneo 0-3.
Il 23 ottobre 2020 viene convocato per la prima volta con la nazionale maggiore in occasione della gara amichevole contro l'Ucraina. Esordisce il 5 settembre 2021 nel successo per 1-7 contro San Marino. Nell'autunno 2021, tornato a far parte del gruppo Under-21, ne diventa anche il capitano.
Il 1º giugno 2022, alla seconda presenza, realizza il suo primo gol in nazionale maggiore nel successo per 2-1 contro il Galles.
Figura tra i convocati per il Mondiale di Qatar 2022, nel quale disputa tutte le partite.

## Statistiche

### Presenze e reti nei club
Statistiche aggiornate al 16 novembre 2022.
| Stagione              | Squadra               | Campionato            | Campionato | Campionato | Coppe nazionali | Coppe nazionali | Coppe nazionali | Coppe continentali | Coppe continentali | Coppe continentali | Altre coppe | Altre coppe | Altre coppe | Totale | Totale |
| Stagione              | Squadra               | Comp                  | Pres       | Reti       | Comp            | Pres            | Reti            | Comp               | Pres               | Reti               | Comp        | Pres        | Reti        | Pres   | Reti   |
| --------------------- | --------------------- | --------------------- | ---------- | ---------- | --------------- | --------------- | --------------- | ------------------ | ------------------ | ------------------ | ----------- | ----------- | ----------- | ------ | ------ |
| 2018-2019             | Lech Poznań II        | 3L                    | 11         | 3          | -               | -               | -               | -                  | -                  | -                  | -           | -           | -           | 11     | 3      |
| 2019-2020             | Lech Poznań II        | 2L                    | 6          | 2          | -               | -               | -               | -                  | -                  | -                  | -           | -           | -           | 6      | 2      |
| Totale Lech Poznan II | Totale Lech Poznan II | Totale Lech Poznan II | 17         | 5          |                 | -               | -               |                    | -                  | -                  |             | -           | -           | 17     | 5      |
| 2019-2020             | Lech Poznań           | EK                    | 24         | 4          | PP              | 4               | 0               | -                  | -                  | -                  | -           | -           | -           | 28     | 4      |
| 2020-2021             | Lech Poznań           | EK                    | 28         | 1          | PP              | 3               | 0               | UEL                | 7                  | 2                  | -           | -           | -           | 38     | 3      |
| 2021-2022             | Lech Poznań           | EK                    | 33         | 9          | PP              | 3               | 0               | -                  | -                  | -                  | -           | -           | -           | 36     | 9      |
| Totale Lech Poznan    | Totale Lech Poznan    | Totale Lech Poznan    | 85         | 14         |                 | 10              | 0               |                    | 7                  | 2                  |             | -           | -           | 102    | 16     |
| 2022-2023             | Wolfsburg             | BL                    | 13         | 0          | CG              | 2               | 1               | -                  | -                  | -                  | -           | -           | -           | 15     | 1      |
| Totale carriera       | Totale carriera       | Totale carriera       | 115        | 19         |                 | 12              | 1               |                    | 7                  | 2                  |             | -           | -           | 134    | 22     |

### Cronologia presenze e reti in nazionale
| Cronologia completa delle presenze e delle reti in nazionale ― Polonia | Cronologia completa delle presenze e delle reti in nazionale ― Polonia | Cronologia completa delle presenze e delle reti in nazionale ― Polonia | Cronologia completa delle presenze e delle reti in nazionale ― Polonia | Cronologia completa delle presenze e delle reti in nazionale ― Polonia | Cronologia completa delle presenze e delle reti in nazionale ― Polonia | Cronologia completa delle presenze e delle reti in nazionale ― Polonia | Cronologia completa delle presenze e delle reti in nazionale ― Polonia |
| Data                                                                   | Città                                                                  | In casa                                                                | Risultato                                                              | Ospiti                                                                 | Competizione                                                           | Reti                                                                   | Note                                                                   |
| ---------------------------------------------------------------------- | ---------------------------------------------------------------------- | ---------------------------------------------------------------------- | ---------------------------------------------------------------------- | ---------------------------------------------------------------------- | ---------------------------------------------------------------------- | ---------------------------------------------------------------------- | ---------------------------------------------------------------------- |
| 5-9-2021                                                               | Serravalle                                                             | San Marino                                                             | 1 – 7                                                                  | Polonia                                                                | Qual. Mondiali 2022                                                    | -                                                                      |                                                                        |
| 1-6-2022                                                               | Breslavia                                                              | Polonia                                                                | 2 – 1                                                                  | Galles                                                                 | UEFA Nations League 2022-2023 - 1º turno                               | 1                                                                      | 60’                                                                    |
| 8-6-2022                                                               | Bruxelles                                                              | Belgio                                                                 | 6 – 1                                                                  | Polonia                                                                | UEFA Nations League 2022-2023 - 1º turno                               | -                                                                      | 81’                                                                    |
| 16-11-2022                                                             | Varsavia                                                               | Polonia                                                                | 1 – 0                                                                  | Cile                                                                   | Amichevole                                                             | -                                                                      | 59’                                                                    |
| 22-11-2022                                                             | Doha                                                                   | Messico                                                                | 0 – 0                                                                  | Polonia                                                                | Mondiali 2022 - 1º turno                                               | -                                                                      |                                                                        |
| 26-11-2022                                                             | Al Rayyan                                                              | Polonia                                                                | 2 – 0                                                                  | Arabia Saudita                                                         | Mondiali 2022 - 1º turno                                               | -                                                                      | 63’                                                                    |
| 30-11-2022                                                             | Doha                                                                   | Polonia                                                                | 0 – 2                                                                  | Argentina                                                              | Mondiali 2022 - 1º turno                                               | -                                                                      | 46’                                                                    |
| 4-12-2022                                                              | Doha                                                                   | Francia                                                                | 3 – 1                                                                  | Polonia                                                                | Mondiali 2022 - Ottavi di finale                                       | -                                                                      | 71’                                                                    |
| 27-3-2023                                                              | Varsavia                                                               | Polonia                                                                | 1 – 0                                                                  | Albania                                                                | Qual. Euro 2024                                                        | -                                                                      |                                                                        |
| 16-6-2023                                                              | Varsavia                                                               | Polonia                                                                | 1 – 0                                                                  | Germania                                                               | Amichevole                                                             | -                                                                      |                                                                        |
| 20-6-2023                                                              | Chișinău                                                               | Moldavia                                                               | 3 – 2                                                                  | Polonia                                                                | Qual. Euro 2024                                                        | -                                                                      | 64’                                                                    |
| 7-9-2023                                                               | Varsavia                                                               | Polonia                                                                | 2 – 0                                                                  | Fær Øer                                                                | Qual. Euro 2024                                                        | -                                                                      | 88’                                                                    |
| 10-9-2023                                                              | Tirana                                                                 | Albania                                                                | 2 – 0                                                                  | Polonia                                                                | Qual. Euro 2024                                                        | -                                                                      | 45+7’ 61’                                                              |
| 15-10-2023                                                             | Varsavia                                                               | Polonia                                                                | 1 – 1                                                                  | Moldavia                                                               | Qual. Euro 2024                                                        | -                                                                      | 72’                                                                    |
| 8-9-2024                                                               | Osijek                                                                 | Croazia                                                                | 1 – 0                                                                  | Polonia                                                                | UEFA Nations League 2024-2025 - 1º turno                               | -                                                                      | 82’                                                                    |
| 15-10-2024                                                             | Varsavia                                                               | Polonia                                                                | 3 – 3                                                                  | Croazia                                                                | UEFA Nations League 2024-2025 - 1º turno                               | -                                                                      | 62’                                                                    |
| 15-11-2024                                                             | Porto                                                                  | Portogallo                                                             | 5 – 1                                                                  | Polonia                                                                | UEFA Nations League 2024-2025 - 1º turno                               | -                                                                      | 32’                                                                    |
| 18-11-2024                                                             | Varsavia                                                               | Polonia                                                                | 1 – 2                                                                  | Scozia                                                                 | UEFA Nations League 2024-2025 - 1º turno                               | -                                                                      | 63’                                                                    |
| 21-3-2025                                                              | Varsavia                                                               | Polonia                                                                | 1 – 0                                                                  | Lituania                                                               | Qual. Mondiali 2026                                                    | -                                                                      | 68’                                                                    |
| 24-3-2025                                                              | Varsavia                                                               | Polonia                                                                | 2 – 0                                                                  | Malta                                                                  | Qual. Mondiali 2026                                                    | -                                                                      | 87’                                                                    |
| 6-6-2025                                                               | Varsavia                                                               | Polonia                                                                | 2 – 0                                                                  | Moldavia                                                               | Amichevole                                                             | -                                                                      | 60’                                                                    |
| 10-6-2025                                                              | Helsinki                                                               | Finlandia                                                              | 2 – 1                                                                  | Polonia                                                                | Qual. Mondiali 2026                                                    | -                                                                      | 58’                                                                    |
| Totale                                                                 |                                                                        | Presenze                                                               | 22                                                                     |                                                                        | Reti                                                                   | 1                                                                      |                                                                        |

| Cronologia completa delle presenze e delle reti in nazionale ― Polonia under 21 | Cronologia completa delle presenze e delle reti in nazionale ― Polonia under 21 | Cronologia completa delle presenze e delle reti in nazionale ― Polonia under 21 | Cronologia completa delle presenze e delle reti in nazionale ― Polonia under 21 | Cronologia completa delle presenze e delle reti in nazionale ― Polonia under 21 | Cronologia completa delle presenze e delle reti in nazionale ― Polonia under 21 | Cronologia completa delle presenze e delle reti in nazionale ― Polonia under 21 | Cronologia completa delle presenze e delle reti in nazionale ― Polonia under 21 |
| Data                                                                            | Città                                                                           | In casa                                                                         | Risultato                                                                       | Ospiti                                                                          | Competizione                                                                    | Reti                                                                            | Note                                                                            |
| ------------------------------------------------------------------------------- | ------------------------------------------------------------------------------- | ------------------------------------------------------------------------------- | ------------------------------------------------------------------------------- | ------------------------------------------------------------------------------- | ------------------------------------------------------------------------------- | ------------------------------------------------------------------------------- | ------------------------------------------------------------------------------- |
| 4-9-2020                                                                        | Pärnu                                                                           | Estonia under 21                                                                | 0 – 6                                                                           | Polonia under 21                                                                | Qual. Europeo Under-21 2021                                                     | 1                                                                               | 67’                                                                             |
| 8-9-2020                                                                        | -                                                                               | Polonia under 21                                                                | 1 – 0                                                                           | Russia under 21                                                                 | Qual. Europeo Under-21 2021                                                     | -                                                                               | 46’                                                                             |
| 9-10-2020                                                                       | -                                                                               | Serbia under 21                                                                 | 1 – 0                                                                           | Polonia under 21                                                                | Qual. Europeo Under-21 2021                                                     | -                                                                               | 60’                                                                             |
| 13-10-2020                                                                      | Gdynia                                                                          | Polonia under 21                                                                | 1 – 1                                                                           | Bulgaria under 21                                                               | Qual. Europeo Under-21 2021                                                     | -                                                                               | 45’                                                                             |
| 26-3-2021                                                                       | -                                                                               | Polonia under 21                                                                | 7 – 0                                                                           | Arabia Saudita under 21                                                         | Amichevole                                                                      | -                                                                               | 45’                                                                             |
| 29-3-2021                                                                       | -                                                                               | Austria under 21                                                                | 2 – 0                                                                           | Polonia under 21                                                                | Amichevole                                                                      | -                                                                               | 73’                                                                             |
| 8-10-2021                                                                       | -                                                                               | Ungheria under 21                                                               | 2 – 2                                                                           | Polonia under 21                                                                | Qual. Europeo Under-21 2023                                                     | -                                                                               | cap.                                                                            |
| 12-10-2021                                                                      | Kielce                                                                          | Polonia under 21                                                                | 3 – 0                                                                           | San Marino under 21                                                             | Qual. Europeo Under-21 2023                                                     | 1                                                                               | cap. 74’                                                                        |
| 12-11-2021                                                                      | Großaspach                                                                      | Germania under 21                                                               | 0 – 4                                                                           | Polonia under 21                                                                | Qual. Europeo Under-21 2023                                                     | -                                                                               | cap.                                                                            |
| 16-11-2021                                                                      | Cracovia                                                                        | Polonia under 21                                                                | 5 – 0                                                                           | Lettonia under 21                                                               | Qual. Europeo Under-21 2023                                                     | -                                                                               | cap. 72’                                                                        |
| 24-3-2022                                                                       | Petah Tikva                                                                     | Israele under 21                                                                | 2 – 2                                                                           | Polonia under 21                                                                | Qual. Europeo Under-21 2023                                                     | 1                                                                               | cap.                                                                            |
| 29-3-2022                                                                       | Zabrze                                                                          | Polonia under 21                                                                | 2 – 2                                                                           | Ungheria under 21                                                               | Qual. Europeo Under-21 2023                                                     | -                                                                               | cap.                                                                            |
| Totale                                                                          |                                                                                 | Presenze                                                                        | 12                                                                              |                                                                                 | Reti                                                                            | 3                                                                               |                                                                                 |

## Palmarès

### Club

#### Competizioni nazionali
- Campionato polacco: 1

Lech Poznań: 2021-2022

#### Competizioni giovanili
- Centralna Liga Juniorów: 1

Lech Poznan: 2017-2018